# Leopold von Hessen-Darmstadt

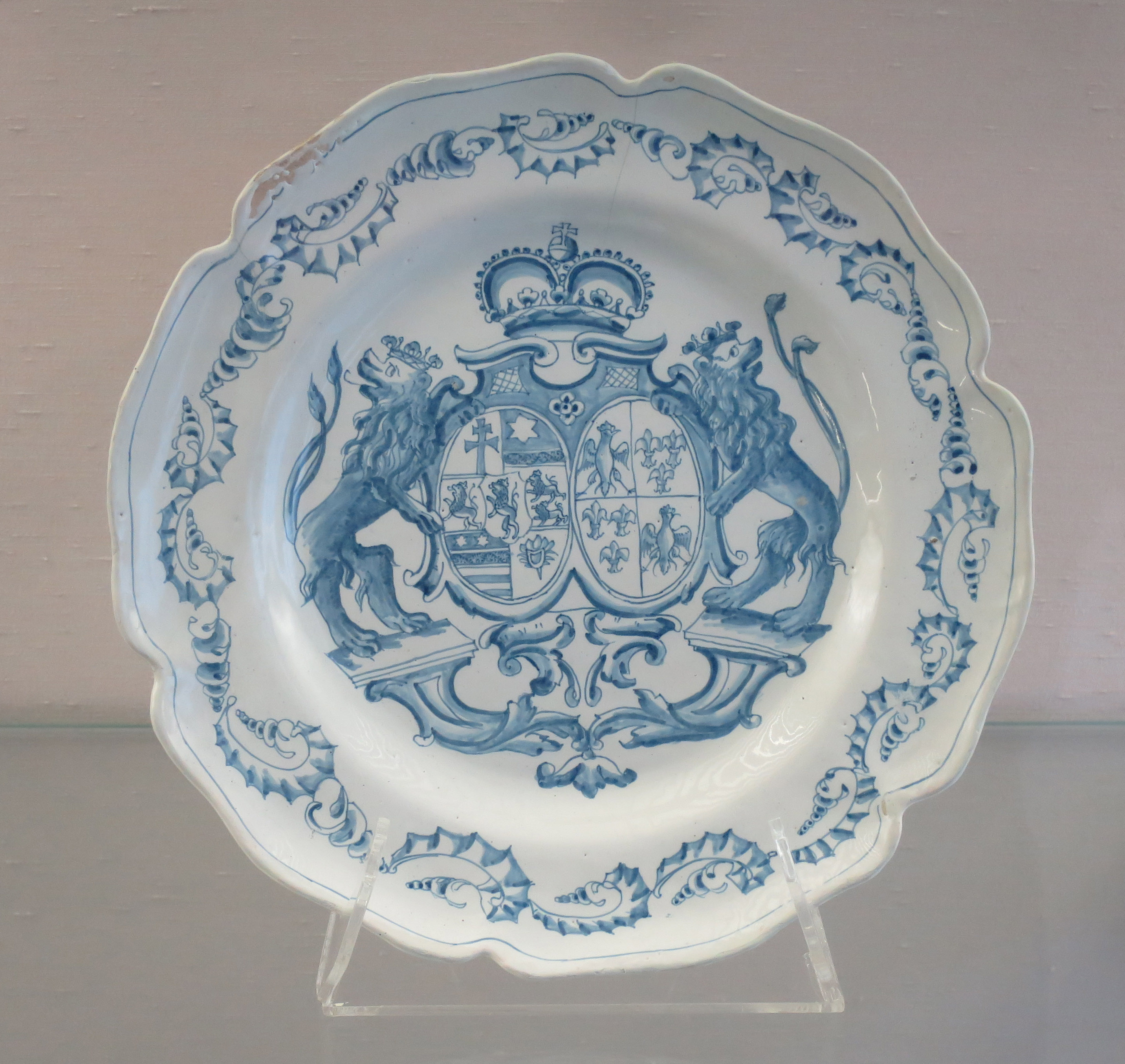
Fayence-Teller mit dem Allianzwappen von Leopod und seiner Frau, Germanisches Nationalmuseum, Nürnberg

Leopold von Hessen-Darmstadt (* 11. April 1708 in Mantua; † 27. Oktober 1764 in Borgo San Donnino) war ein hessischer Prinz und Generalwachtmeister in der kaiserlichen Armee.

## Leben

### Herkunft und Familie
Leopold von Hessen-Darmstadt war der jüngste Sohn des kaiserlichen Feldmarschalls Philipp von Hessen-Darmstadt (1671–1736) und dessen Ehefrau Marie Therese Prinzessin von Croÿ (1673–1714, Tochter des Ferdinand François Joseph, Herzog von Havré).
Zwei seiner Brüder verstarben im frühen Kindesalter, seine Schwester Theodora (1706–1784) war mit dem Herzog Anton Ferdinand Gonzaga von Guastalla (1687–1729) verheiratet.
Sein älterer Bruder Joseph (1699–1768) war Fürstbischof von Augsburg.
Leopold heiratete am 2. September 1740 Enrietta d’Este (* 27. Mai 1702; † 30. Januar 1777, Tochter des Kardinals Rinaldo d’Este und seiner Ehefrau Charlotte Felicitas von Braunschweig-Lüneburg). In erster Ehe war Enrietta mit Antonio Farnese (1679–1731, Herzog von Parma) verheiratet.

### Werdegang und Wirken
Leopolds Vater kam 1708 als Feldmarschall und Oberbefehlshaber der kaiserlichen Truppen nach Neapel. In diesem Jahr wurde Leopold in Mantua geboren, wo sein Vater 1714 Statthalter und Gouverneur der Festung Mantua wurde.
Als 18-Jähriger kam er in die kaiserliche Armee und wurde 1731 Oberst in dem 6. Mährischen Dragonerregiment.
1740 kam die Ernennung zum Generalwachtmeister, der niedrigste Generalsdienstgrad. 1754 wurde er Feldmarschallleutnant. In dieser Funktion standen ihm nur die Feldzeugmeister und die Generäle der Artillerie und Infanterie vor.